# Cuatro etapas de la competencia

Las cuatro etapas de la competencia, organizadas como una pirámide

En psicología, las cuatro etapas de la competencia, o el modelo de aprendizaje de Competencia y «competencia consciente», se relaciona con los estados psicológicos involucrados en el proceso de progresar de la incompetencia a la competencia en una habilidad.
Las cuatro etapas sugieren que los individuos inicialmente no son conscientes de lo poco que saben, son inconscientes de su incompetencia. A medida que reconocen su incompetencia, adquieren una habilidad conscientemente y luego la usan conscientemente. Eventualmente, la habilidad se puede utilizar sin que se piense conscientemente: se dice que el individuo ha adquirido competencia inconsciente.

## Historia
Las cuatro etapas aparecieron en el libro de texto de 1960 Management of Training Programs (Gestión de programas de formación), escrito por tres profesores de gestión de la Universidad de Nueva York. El entrenador en gestión Martin M. Broadwell denominó al modelo «los cuatro niveles de enseñanza» en un artículo publicado en febrero de 1969. Paul R. Curtiss y Phillip W. Warren mencionaron el modelo en su libro de 1973 The Dynamics of Life Skills Coaching (La dinámica del entrenamiento de habilidades para la vida). El modelo fue utilizado en Gordon Training International por su empleado Noel Burch en la década de 1970; allí se llamaba «las cuatro etapas para aprender cualquier habilidad nueva». Más tarde, el modelo fue atribuido frecuentemente (pero incorrectamente) a Abraham Maslow, aunque el modelo no aparece en sus obras principales.
Varios elementos, incluyendo ayudar a alguien a «saber lo que no sabe» o reconocer un punto ciego, se pueden comparar con algunos elementos de una ventana de Johari, creado en 1955, aunque Johari se ocupa de la autoconciencia, mientras que las cuatro etapas de la competencia se ocupan de las etapas de aprendizaje. 

## Conceptos
Podemos diferenciar dos grupos de conceptos, el formado por intuición y análisis asociados con las actividades mentales inconsciente y consciente por un lado.
Por otro lado tenemos los conceptos de correcto e incorrecto asociados con los conceptos de actividad competente e incompetente.
|  |  |

Partiendo de estos términos, podemos definir las cuatro etapas de la competencia, del siguiente modo:
|  |  |

Estas cuatro etapas se producen en este orden:

## Etapas
Las cuatro etapas son: 
1. Incompetencia inconsciente
El individuo no entiende ni sabe cómo hacer algo y no necesariamente reconoce el déficit. Pueden negar la utilidad de la habilidad. El individuo debe reconocer su propia incompetencia y el valor de la nueva habilidad, antes de pasar a la siguiente etapa. El tiempo que un individuo pasa en esta etapa depende de la fuerza del estímulo para aprender.[1]
2. Incompetencia consciente
Aunque el individuo no entiende o no sabe cómo hacer algo, reconoce el déficit, así como el valor de una nueva habilidad para abordar el déficit. Cometer errores puede ser parte integral del proceso de aprendizaje en esta etapa.
3. Competencia consciente
El individuo entiende o sabe cómo hacer algo. Sin embargo, demostrar la habilidad o el conocimiento requiere concentración. Puede desglosarse en pasos, y existe una fuerte participación consciente en la ejecución de la nueva habilidad.
4. Competencia inconsciente
El individuo ha tenido tanta práctica con una habilidad que se ha convertido en una "segunda naturaleza" y se puede realizar fácilmente. Como resultado, la habilidad se puede realizar mientras se ejecuta otra tarea. El individuo puede enseñarlo a otros, dependiendo de cómo y cuándo se aprendió.

## Otras lecturas
Algunos ejemplos de los muchos artículos revisados por pares que mencionan las cuatro etapas: 
- Conger, D. Stuart; Mullen, Dana (diciembre 1981). «Life skills». International Journal for the Advancement of Counselling (en inglés) 4 (4): 305-319. doi:10.1007/BF00118327.
- Engram, Barbara E. (octubre 1981). «Communication skills training for rehabilitation counselors working with older persons». Journal of Rehabilitation (en inglés) 47 (4): 51-56. PMID 7321003.
- Lipow, Anne Grodzins (verano 1989). «Why training doesn't stick: who is to blame?». Library Trends (en inglés) 38 (1): 62-72.
- Beeler, Kent D. (invierno 1991). «Graduate student adjustment to academic life: a four-stage framework». NASPA Journal (en inglés) 28 (2): 163-171. doi:10.1080/00220973.1991.11072201.
- Underhill, Adrian (enero 1992). «The role of groups in developing teacher self-awareness». ELT Journal (en inglés) 46 (1): 71-80. doi:10.1093/elt/46.1.71.
- Naidu, Som (enero 1997). «Collaborative reflective practice: an instructional design architecture for the Internet». Distance Education (en inglés) 18 (2): 257-283. doi:10.1080/0158791970180206.
- Lee, Jiyeon; Gibson, Chere Campbell (septiembre 2003). «Developing self-direction in an online course through computer-mediated interaction». American Journal of Distance Education (en inglés) 17 (3): 173-187. doi:10.1207/S15389286AJDE1703_4.
- Goldfried, Marvin R. (marzo 2004). «Integrating integratively oriented brief psychotherapy». Journal of Psychotherapy Integration (en inglés) 14 (1): 93-105. doi:10.1037/1053-0479.14.1.93.
- Donati, Mark; Watts, Mary (noviembre 2005). «Personal development in counsellor training: towards a clarification of inter-related concepts». British Journal of Guidance & Counselling (en inglés) 33 (4): 475-484. doi:10.1080/03069880500327553.
- Lazanas, Panagiotis (enero 2006). «A new integrated approach for the transfer of knowledge». South African Journal of Higher Education (en inglés) 20 (3): 461-471. doi:10.4314/sajhe.v20i3.25588.
- Cutrer, William B.; Sullivan, William M.; Fleming, Amy E. (octubre 2013). «Educational strategies for improving clinical reasoning». Current Problems in Pediatric and Adolescent Health Care (en inglés) 43 (9): 248-257. PMID 24070582. doi:10.1016/j.cppeds.2013.07.005.
- Getha-Taylor, Heather; Hummert, Raymond; Nalbandian, John; Silvia, Chris (marzo 2013). «Competency model design and assessment: findings and future directions». Journal of Public Affairs Education (en inglés) 19 (1): 141-171. doi:10.1080/15236803.2013.12001724. Archivado desde el original el 29 de agosto de 2017. Consultado el 27 de octubre de 2019.

- Datos: Q1288301